# Delon Wright
Delon Wright (Los Angeles, 26 de abril de 1992) é um jogador norte-americano de basquete profissional que atualmente joga pelo New York Knicks da National Basketball Association (NBA).
Ele jogou basquete universitário pela Universidade de Utah e foi selecionado pelo Toronto Raptors como a 20ª escolha geral no draft da NBA de 2015.

## Carreira no ensino médio

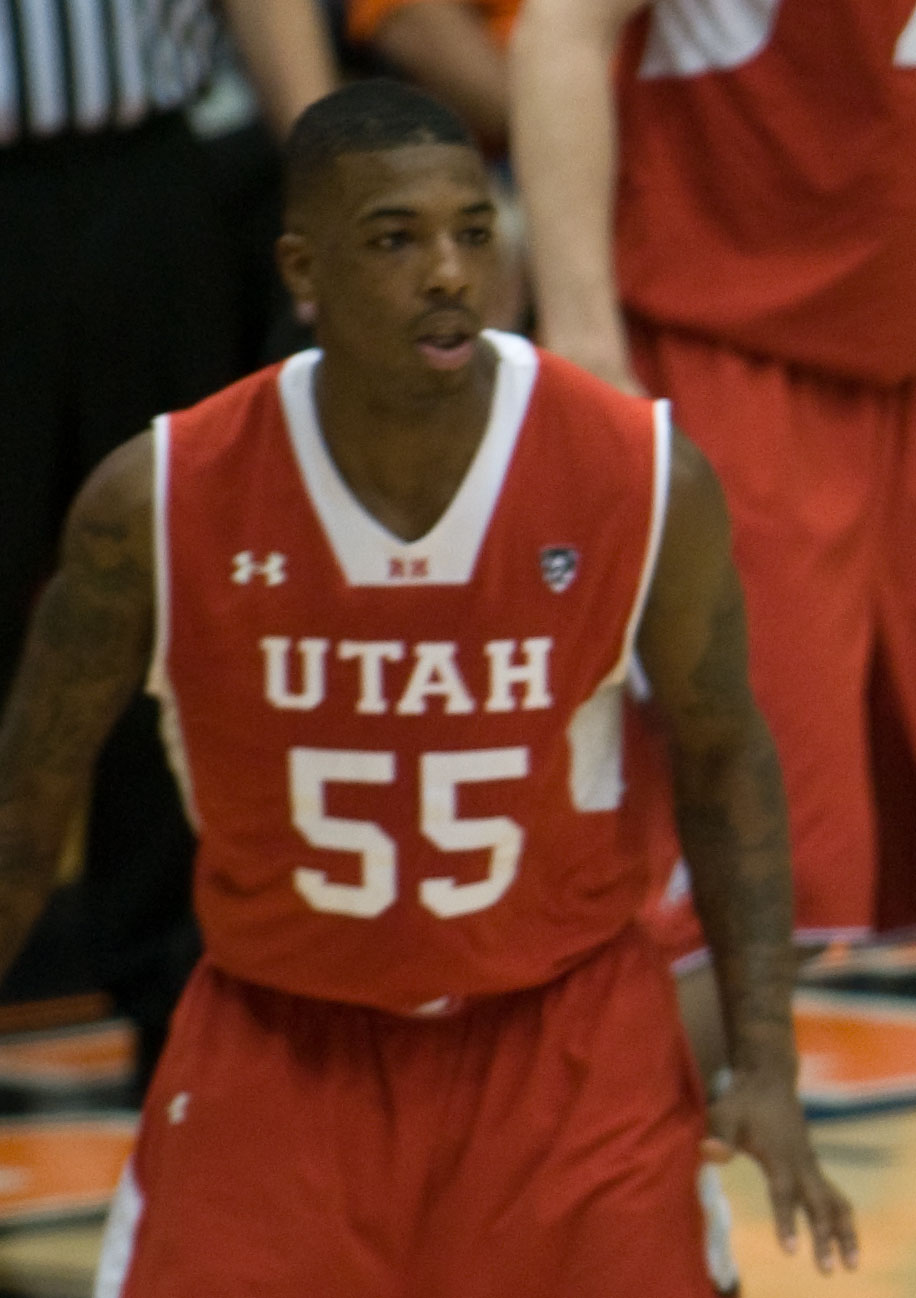
Wright em Utah em 2015.

Nascido em Los Angeles, Califórnia, Wright liderou a Leuzinger High School até o título estadual da Califórnia em seu último ano e foi nomeado o Jogador do Ano da CIF Southern Section Division 1A. 
Apesar de seu sucesso no ensino médio, os seus feitos acadêmicos o levaram a se matricular na escola da California Community College Athletic Association (CCCAA), o City College de San Francisco. Depois de duas temporadas de sucesso lá, ele se comprometeu a jogar basquete universitário na Universidade de Utah, rejeitando as ofertas de Washington, Washington State, Gonzaga e Saint Mary.

## Carreira universitária
Em sua primeira temporada em Utah, Wright imediatamente se tornou um dos melhores jogadores da Conferência Pac-12. Ele terminou entre os 10 primeiros na conferência em pontuação (sétimo com 16,9 pontos), assistências (terceiro com 4,89), roubos de bola (primeiro com 2,56), bloqueios (sexto com 1,3), porcentagem certa de arremessos (terceiro com 56,1%) e porcentagem de lance livre (nono com 80,5%). Na conclusão da temporada de 2013-14, Wright se tornou o primeiro jogador de Utah a ser nomeado para a Primeira-Equipe da Pac-12 e também foi nomeado para a Equipe Defensiva. Após a temporada, ele considerou entrar no draft da NBA de 2014, mas finalmente decidiu retornar a Utah para sua última temporada.
Na temporada seguinte, ele foi eleito pela segunda temporada consecutiva para a Primeira-Equipe e para a Equipe Defensiva da Pac-12.
Wright se tornou o primeiro jogador na história do basquete masculino de Utah a ser nomeado para o time principal da Pac-12 em anos consecutivos (2014 e 2015).

## Carreira profissional

### Toronto Raptors (2015–2019)
Em 25 de junho de 2015, Wright foi selecionado pelo Toronto Raptors como a 20ª escolha geral no Draft da NBA de 2015 . Em 3 de julho de 2015, ele assinou um contrato de 2 anos e US$3 milhões com os Raptors e se juntou à equipe para a Summer League de 2015.
Em 8 de abril de 2016, com os All-Stars, DeMar DeRozan e Kyle Lowry, descansando, Wright marcou 19 pontos em uma vitória de 111–98 sobre o Indiana Pacers. Durante sua temporada de calouro, ele teve jogou alguns jogos no Raptors 905 da G-League.
Wright perdeu grande parte da temporada de 2016-17 com uma lesão no ombro direito. Ele também jogou alguns jogos no Raptors 905.
Em 3 de janeiro de 2018, Wright registrou 25 pontos e 13 rebotes em uma vitória de 124-115 sobre o Chicago Bulls. Ele teve seu primeiro duplo-duplo da carreira e acertou quatro cestas de 3 pontos para liderar a segunda unidade.

### Memphis Grizzlies (2019)
Em 7 de fevereiro de 2019, Wright, junto com C. J. Miles, Jonas Valančiūnas e uma escolha de segunda rodada do draft de 2024, foi negociado com o Memphis Grizzlies em troca de Marc Gasol.
Em 5 de abril, ele marcou seu primeiro triplo-duplo da carreira com 26 pontos, o recorde de sua carreira, 14 assistências e 10 rebotes na vitória de 122-112 sobre o Dallas Mavericks. Dois dias depois, Wright teve seu segundo triplo-duplo com 20 pontos, 12 assistências e 13 rebotes na vitória por 129-127 sobre os Mavericks. Em 10 de abril, ele teve seu terceiro triplo-duplo com 13 pontos, 11 rebotes e 11 assistências na vitória por 132–117 sobre o Golden State Warriors.

### Dallas Mavericks (2019–2020)
Em 8 de julho de 2019, Wright foi adquirido pelo Dallas Mavericks em troca de escolhas de segunda rodada e Satnam Singh.

### Detroit Pistons (2020–2021)
Em 27 de novembro de 2020, Wright foi negociado com o Detroit Pistons em uma troca de três equipes que também envolveu o Oklahoma City Thunder.
Em 25 de janeiro de 2021, ele marcou 28 pontos, o recorde de sua carreira, na vitória por 119-104 sobre o Philadelphia 76ers.

### Sacramento Kings (2021)
Em 25 de março de 2021, Wright foi negociado com o Sacramento Kings em troca de Cory Joseph e duas futuras escolhas de segunda rodada do draft.

### Atlanta Hawks (2021–2022)
Em 7 de agosto de 2021, Wright foi negociado com o Atlanta Hawks em uma troca de três equipes que também envolveu o Boston Celtics.

### Washington Wizards (2022–2024)
Em 6 de julho de 2022, Wright assinou um contrato de dois anos e US$ 16 milhões com o Washington Wizards. No entanto, em 16 de fevereiro de 2024, ele foi dispensado pelos Wizards.

### Miami Heat (2024)
Em 18 de fevereiro de 2024, Wright assinou um contrato de 1 ano e US$ 947 mil com o Miami Heat.
Em 7 de julho de 2024, Wright assinou um contrato de 1 ano e US$ 3 milhões com o Milwaukee Bucks.

### Milwaukee Bucks (2024–2025)
Em 7 de julho de 2024, Wright assinou um contrato de 1 ano e US$3 milhões com o Milwaukee Bucks.

### New York Knicks (2025–Presente)
Em 6 de fevereiro de 2025, Wright foi trocado para o New York Knicks em uma troca que envolveu múltiplos times.

## Vida pessoal
Wright é o irmão mais novo do ex-jogador da NBA, Dorell Wright.

## Estatísticas da carreira

### NBA

#### Temporada regular
| Ano      | Equipe     | PJ  | PT | MPJ  | AP   | 3P   | LL   | RT  | AS  | BR  | TO | PPJ  |
| -------- | ---------- | --- | -- | ---- | ---- | ---- | ---- | --- | --- | --- | -- | ---- |
| 2015–16  | Toronto    | 27  | 1  | 8.5  | .450 | .385 | .743 | 1.4 | 1.1 | .3  | .1 | 3.8  |
| 2016–17  | Toronto    | 27  | 0  | 16.5 | .422 | .333 | .764 | 1.8 | 2.1 | 1.0 | .4 | 5.6  |
| 2017–18  | Toronto    | 69  | 4  | 20.8 | .465 | .366 | .829 | 2.9 | 2.9 | 1.0 | .5 | 8.0  |
| 2018–19  | Toronto    | 49  | 2  | 18.3 | .433 | .333 | .869 | 2.6 | 2.2 | .9  | .3 | 6.9  |
| 2018–19  | Memphis    | 26  | 11 | 30.8 | .434 | .256 | .742 | 5.4 | 5.3 | 1.6 | .6 | 12.2 |
| 2019–20  | Dallas     | 73  | 5  | 21.5 | .462 | .370 | .770 | 3.8 | 3.3 | 1.2 | .3 | 6.9  |
| 2020–21  | Detroit    | 36  | 31 | 29.2 | .464 | .348 | .789 | 4.6 | 5.0 | 1.6 | .5 | 10.4 |
| 2020–21  | Sacramento | 27  | 8  | 25.8 | .462 | .398 | .833 | 3.9 | 3.6 | 1.6 | .4 | 10.0 |
| 2021–22  | Atlanta    | 77  | 8  | 18.9 | .454 | .379 | .857 | 2.9 | 2.4 | 1.2 | .2 | 4.4  |
| 2022–23  | Washington | 50  | 14 | 24.4 | .474 | .345 | .867 | 3.6 | 3.9 | 1.8 | .3 | 7.4  |
| 2023–24  | Washington | 33  | 0  | 13.8 | .393 | .368 | .828 | 1.8 | 2.5 | 1.1 | .2 | 4.1  |
| 2023–24  | Miami      | 14  | 1  | 20.4 | .394 | .367 | .813 | 1.9 | 2.6 | 1.4 | .2 | 5.4  |
| 2024–25  | Milwaukee  | 26  | 2  | 15.6 | .268 | .245 | .563 | 1.8 | 1.8 | .9  | .3 | 2.5  |
| Carreira | Carreira   | 534 | 87 | 20.3 | .428 | .345 | .789 | 2.9 | 2.9 | 1.2 | .3 | 6.7  |

#### Play-In
| Ano      | Equipe   | PJ | PT | MPJ  | AP   | 3P   | LL   | RT  | AS  | BR  | TO  | PPJ |
| -------- | -------- | -- | -- | ---- | ---- | ---- | ---- | --- | --- | --- | --- | --- |
| 2022     | Atlanta  | 2  | 0  | 19.8 | .571 | .333 | .500 | 5.5 | 2.5 | .0  | 1.0 | 5.0 |
| 2024     | Miami    | 2  | 0  | 22.7 | .364 | .600 | —    | 3.5 | 1.0 | 1.5 | 1.0 | 5.5 |
| Carreira | Carreira | 4  | 0  | 21.2 | .467 | .466 | .500 | 4.5 | 1.7 | .7  | 1.0 | 5.2 |

#### Playoffs
| Ano      | Equipe   | PJ | PT | MPJ  | AP   | 3P   | LL    | RT  | AS  | BR  | TO | PPJ |
| -------- | -------- | -- | -- | ---- | ---- | ---- | ----- | --- | --- | --- | -- | --- |
| 2016     | Toronto  | 9  | 0  | 4.6  | .300 | .000 | .615  | .4  | .3  | .3  | .0 | 1.6 |
| 2017     | Toronto  | 9  | 0  | 10.2 | .529 | .333 | .714  | 1.4 | 1.4 | .4  | .1 | 2.8 |
| 2018     | Toronto  | 10 | 0  | 21.5 | .456 | .429 | .938  | 2.2 | 2.3 | 1.5 | .9 | 8.6 |
| 2020     | Dallas   | 4  | 0  | 13.3 | .600 | .500 | .600  | .8  | 1.8 | 1.3 | .0 | 4.0 |
| 2022     | Atlanta  | 5  | 0  | 27.4 | .517 | .385 | .667  | 4.8 | 2.8 | .8  | .2 | 8.2 |
| 2024     | Miami    | 4  | 1  | 26.8 | .600 | .600 | 1.000 | 3.0 | 1.8 | 1.0 | .3 | 8.0 |
| Carreira | Carreira | 41 | 1  | 17.3 | .500 | .374 | .755  | 2.1 | 1.7 | .8  | .2 | 5.5 |

### Universitário
| Ano      | Equipe   | PJ | PT | MPJ  | AP   | 3P   | LL   | RT  | AS  | BR  | TO  | PPJ  |
| -------- | -------- | -- | -- | ---- | ---- | ---- | ---- | --- | --- | --- | --- | ---- |
| 2013–14  | Utah     | 33 | 33 | 36.4 | .561 | .222 | .793 | 6.8 | 5.3 | 2.5 | 1.3 | 15.5 |
| 2014–15  | Utah     | 35 | 35 | 33.3 | .509 | .356 | .836 | 4.9 | 5.1 | 2.1 | 1.0 | 14.5 |
| Carreira | Carreira | 68 | 68 | 34.8 | .535 | .289 | .814 | 5.8 | 5.2 | 2.3 | 1.1 | 15.0 |

## Prêmios e homenagens
NBA
- Campeão da Copa da NBA: 2024